# Albert Schmidt (Unternehmer)
Albert Schmidt (* 20. März 1802 in Magdeburg; † 11. September 1881 ebenda) war ein deutscher Unternehmer.

## Leben
Schmidt gründete 1838 gemeinsam mit seinem Bruder Herrmann Schmidt und Henri Coqui die Zuckerfabrik Gebrüder Schmidt und Coqui in Westerhüsen südlich von Magdeburg. Die Zuckerfabrik war das zweite Unternehmen ihrer Art in der Magdeburger Börde, einem der Hauptanbaugebiete von Zuckerrüben und bestand über etwa 80 Jahre.
Albert Schmidt selbst lebte in der Peterstraße 23 in Magdeburg und organisierte dort die kaufmännischen Angelegenheiten, wobei er sich jedoch oft in Westerhüsen selbst aufhielt. Er wird als energisch, ernst, pflichtbewusst und verschlossen beschrieben.
Schmidt hatte zweimal geheiratet, wobei beide Frauen bereits in jungen Jahren verstarben. Aus der ersten Ehe ging sein 1844 geborener Sohn Gustav Schmidt, aus der zweiten Ehe der 1848 geborene Robert und der 1856 geborene Paul Schmidt hervor. Gustav wurde später selbst ein bekannter Unternehmer. Paul gehörte zeitweise dem Reichstag an. Darüber hinaus erreichte auch eine Tochter das Erwachsenenalter. Mehrere weitere Kinder starben noch im Kindesalter. Bei der Geburt Pauls 1856 starb Schmidts zweite Frau.